# 복천박물관
복천박물관은 고고·미술·민속·역사·인류학 영역에 속하는 자료를 수집·보관·진열·연구하여 일반관람인에게 공개하며, 아울러 이에 관한 조사·연구·계몽·선전하는 사무를 담당하는 부산광역시립박물관의 사무를 분담하기 위해 설치된 박물관이다.
복천박물관장은 지방학예연구관이나 5급 상당의 별정직 공무원으로 보한다.

## 연혁
- 1969~1998.06 복천동고분군 6차례의 계획조사와 4차례의 긴급조사
- 1980.10~1981.02 택지조성을 위한 사전 문화재 확인 발굴조사
- 1981.10 복천동고분군 사적 제273호로 지정
- 1982~1992 부지매입 및 지장물 보상
- 1992.09 복천동고분군 정화기본계획 문화재관리국으로부터 승인
- 1992.12~1996.07 박물관 건립 공사 및 복천동고분군 정화
- 1996.07.26 시직제 규칙 공포 (복천박물관 설치)
- 1996.10.05 복천박물관 개관
- 1998.05 고분공원 서편지역에 대한 발굴조사
- 2000.03 고분공원 서편지역 정화사업 완료
- 2002.06 고분공원 동편지역에 대한 시굴조사
- 2006.07~10 고분공원 동편지역에 대한 발굴조사
- 2008.02~03 고분공원 동편지역에 대한 긴급수습조사